# Глініще-Малі
Глініще-Малі (пол. Gliniszcze Małe) — село в Польщі, у гміні Сокулка Сокульського повіту Підляського воєводства.
Населення — 81 особа (2011).
У 1975-1998 роках село належало до Білостоцького воєводства.

## Демографія
Демографічна структура станом на 31 березня 2011 року:
|          | Загалом | Допрацездатний вік | Працездатний вік | Постпрацездатний вік |
| -------- | ------- | ------------------ | ---------------- | -------------------- |
| Чоловіки | 44      | 11                 | 25               | 8                    |
| Жінки    | 37      | 9                  | 15               | 13                   |
| Разом    | 81      | 20                 | 40               | 21                   |